# ایست راچستر (اوهایو)
ایست راچستر (به انگلیسی: East Rochester) یک منطقهٔ مسکونی در ایالات متحده آمریکا است که در شهرستان کلمبیانا، اوهایو واقع شده‌است. ایست راچستر ۱٫۱ کیلومتر مربع مساحت و ۲۳۱ نفر جمعیت دارد و ۳۴۰ متر بالاتر از سطح دریا واقع شده‌است.